# Врісхело
Врісхело (нід. Vriescheloo, нід. вимова: [ˌvrisxəˈloː]) — село в нідерландській провінції Гронінген. Входить до муніципалітету Вестерволде. Його населення станом на 2021 рік складало 700 осіб.

## Галерея

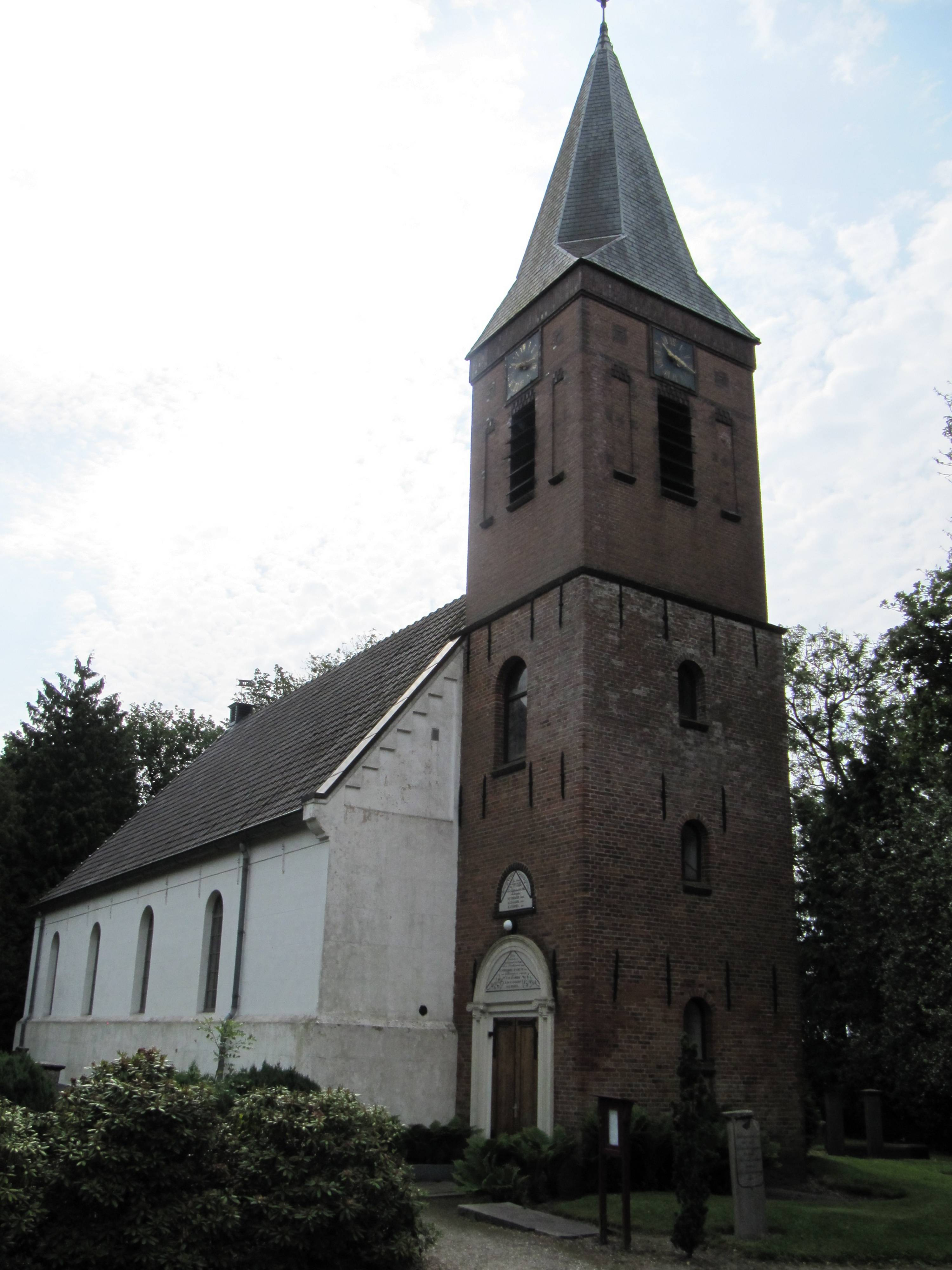
Церква
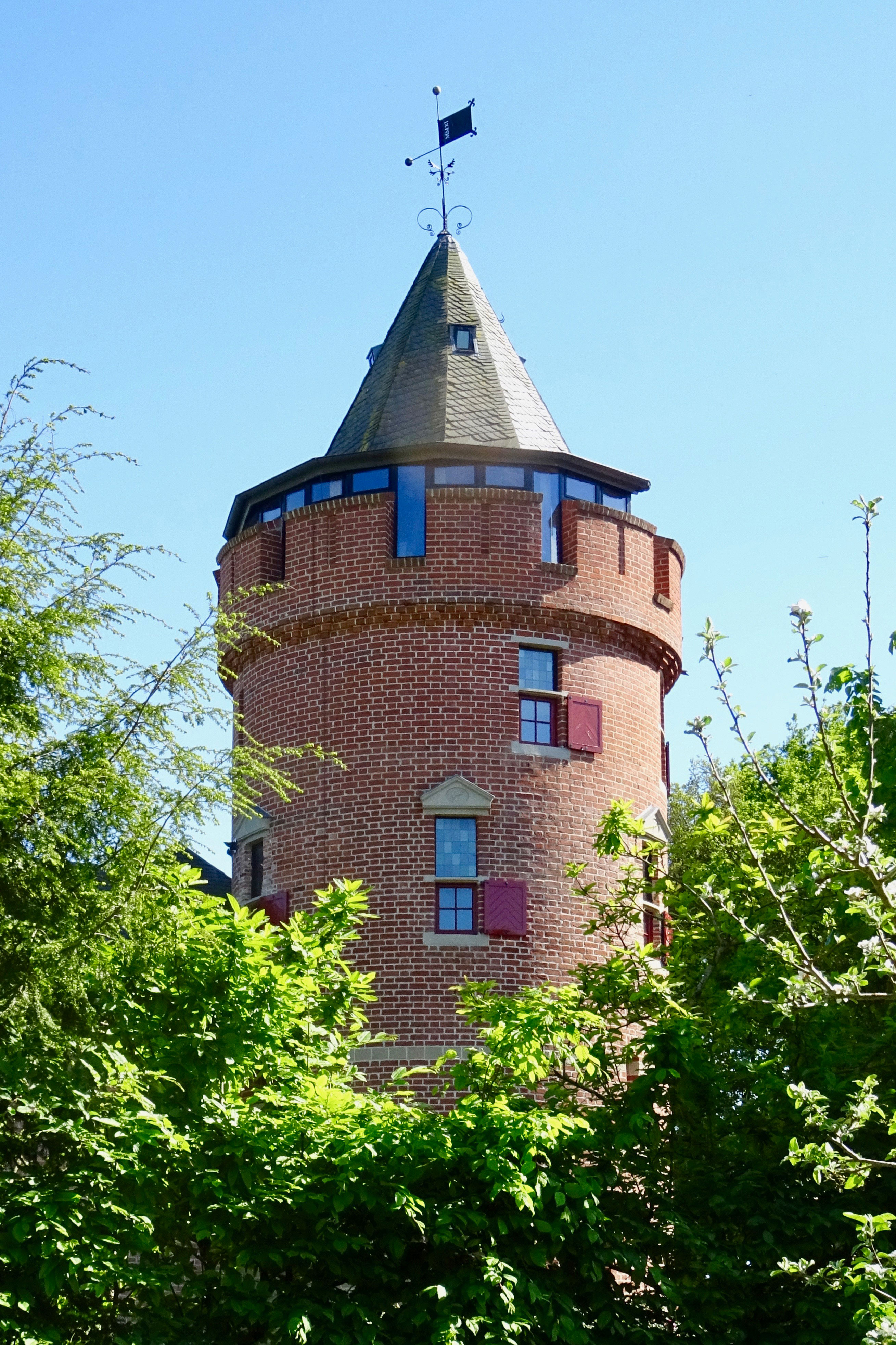
Замок
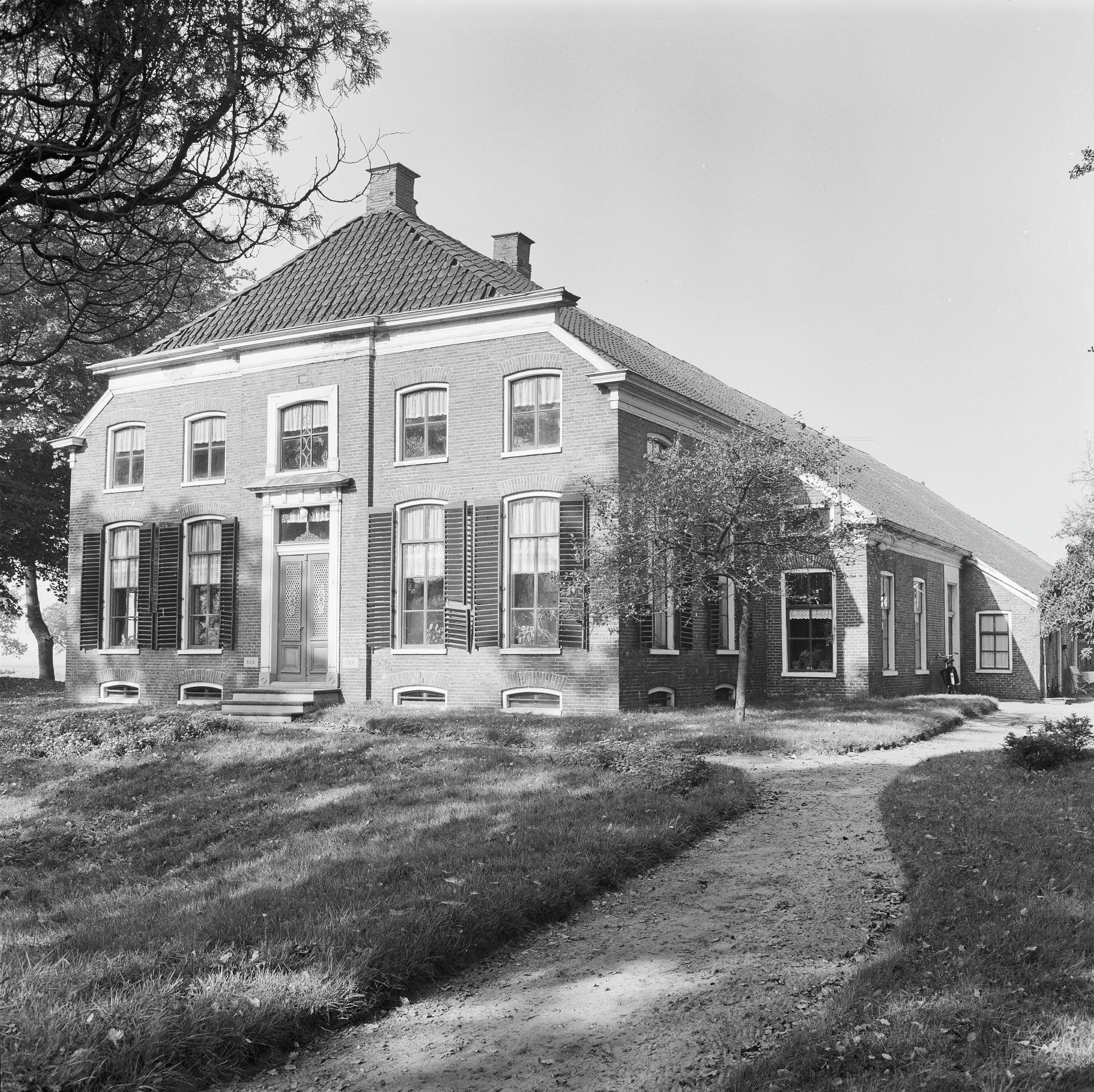
Ферма (фото 1969 року)